# Petrapole
Petrapole est une ville frontière entre l'Inde et le Bangladesh, dans le District de North 24 Parganas, état du Bengale-Occidental.
C'est le point de passage de la route AH1. De l'autre côté de la frontière se trouve la ville de Benapole.
L'interconnexion ferroviaire a été rétablie en 2001 après 24 ans d'interruption.

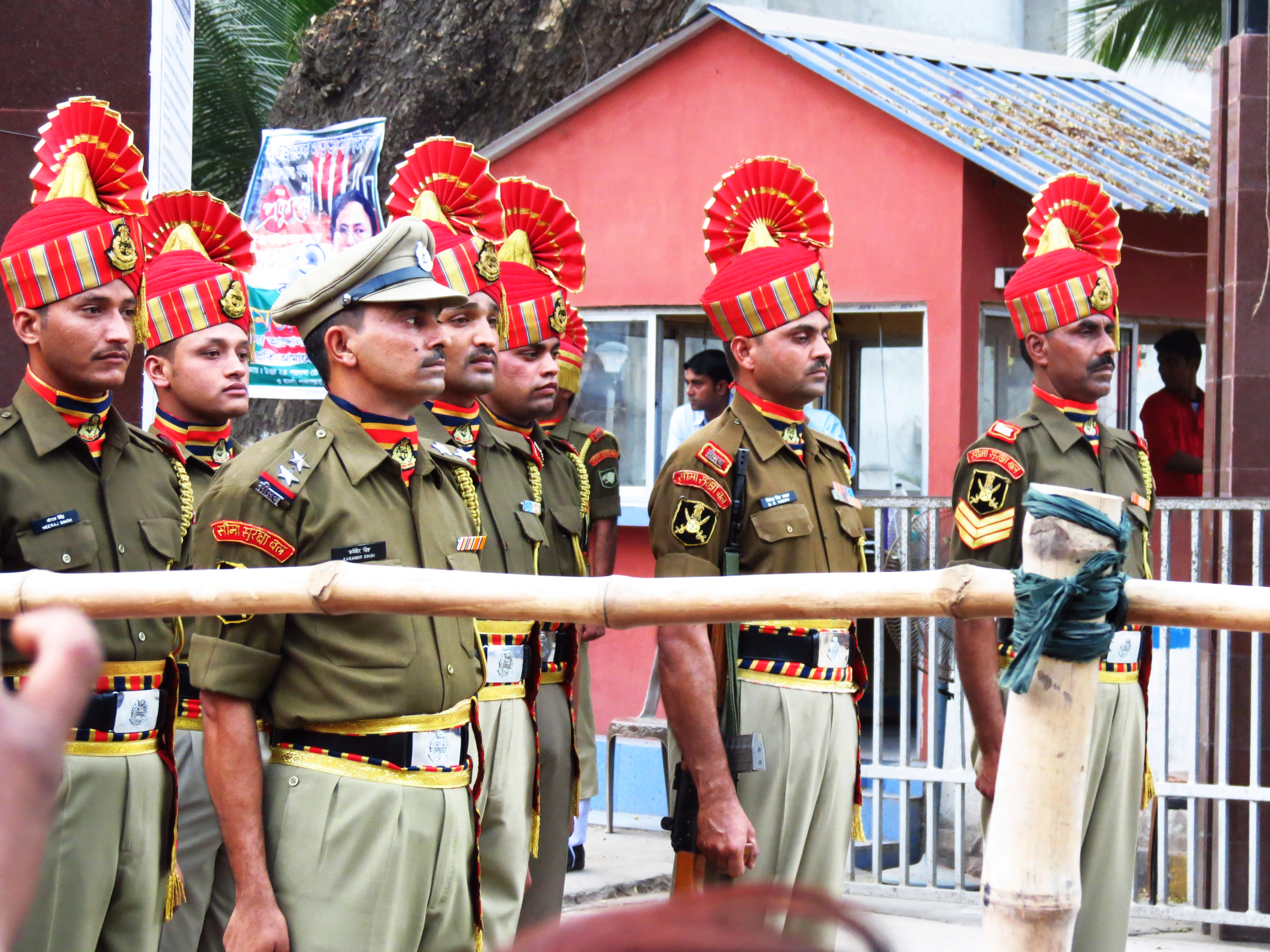
Poste frontière de Petrapole
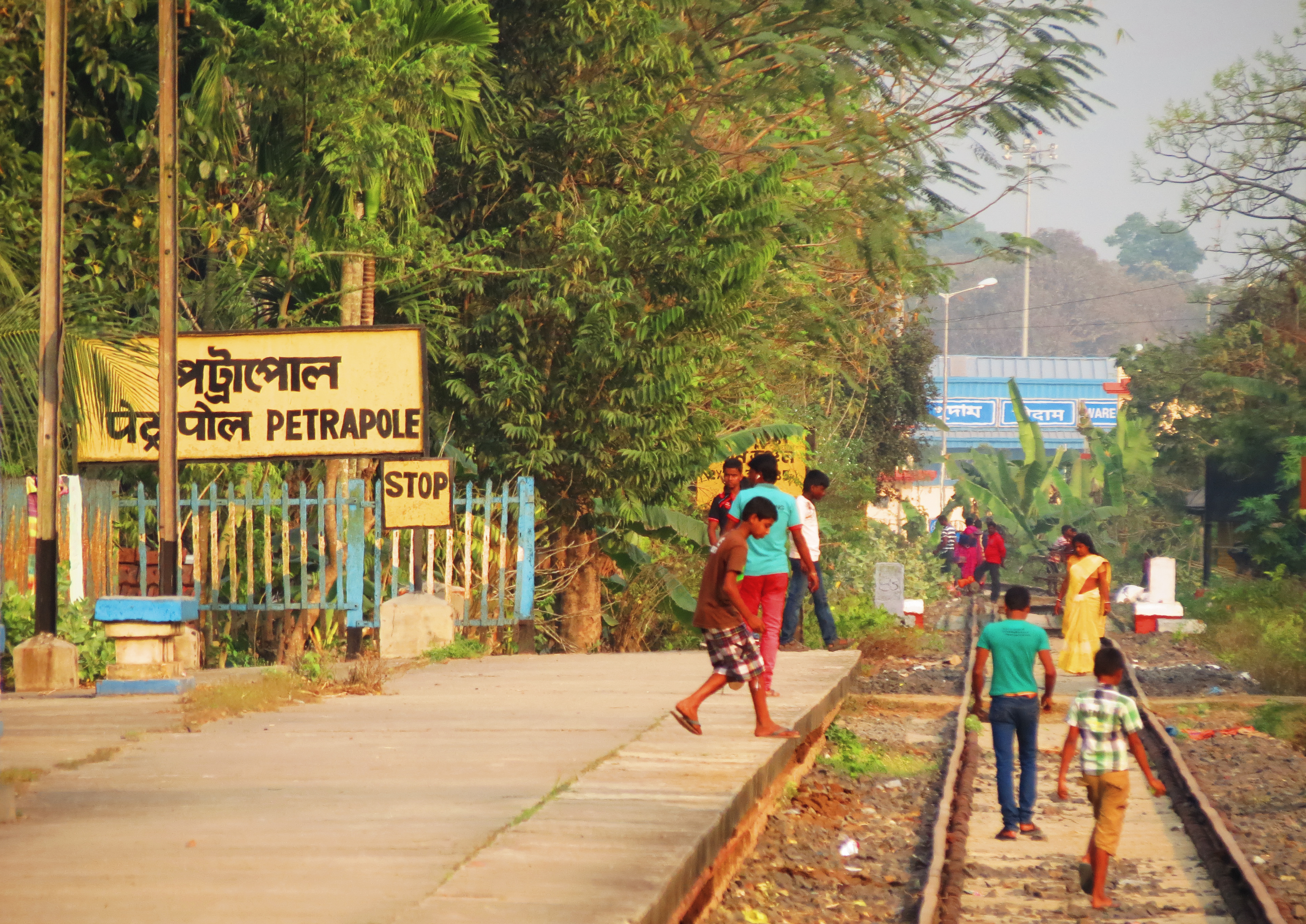
Gare de Petrapole